# 스테파니아 카시니
스테파니아 카시니(Stefania Casini, 1948년 9월 4일 ~ )는 이탈리아의 배우, 영화 감독이다.

## 출연 작품
- 친퀘 몬디 (2016)
- 건축가의 배 (1987)
- 바이 바이 몽키 (1978)
- 엔디 워홀스 배드 (1977)
- 서스페리아 1977 (1977)
- 프로세네티 (1976)
- 1900년 (1976)
- 엔디 워홀의 드라큐라 (1974)